# Сабатини (Таранто)
Сабатини (итал. Sabatini) је насеље у Италији у округу Таранто, региону Апулија.
Према процени из 2011. у насељу је живело 21 становника. Насеље се налази на надморској висини од 156 м.